# 4799 Hirasawa
4799 Hirasawa (1989 TC1) là một tiểu hành tinh vành đai chính được phát hiện ngày 8 tháng 10 năm 1989 bởi Mizuno và Furuta ở Kani.